# Baudouin Decharneux
Baudouin Decharneux est un philosophe et historien des religions belge francophone.
Professeur à l'Université Libre de Bruxelles, il est membre de l'Académie royale de Belgique. Engagé en politique, il est membre de la direction de DéFI, et préside DéFI-Wallonie. Franc-maçon, il est membre de la Grande Loge de Belgique.

## Biographie
Baudouin Stéphane Jules Bernard Decharneux est un philosophe belge né à Ixelles, le 1er octobre 1961. Il fait ses études secondaires à l'Athénée royal de Waterloo puis ses études universitaires à l'Université libre de Bruxelles. Licencié en philosophie en 1984, puis licencié spécial en histoire des religions en 1985, il poursuit par une candidature en philologie orientale à l'Université catholique de Louvain qu'il obtient en 1986. En 1991, il défend une thèse de doctorat à l'université libre de Bruxelles sur Philon d'Alexandrie. Il obtient la plus grande distinction. Il devient dès lors professeur de philosophie à l'Université libre de Bruxelles et Maître de recherches du Fonds national de la recherche scientifique. De 2006 à 2011, il dirige le Centre interdisciplinaire d'étude des religions et de la laïcité. Depuis 2005, il est membre de l'Académie royale de Belgique. Depuis 2018, il est président de l'Association des sociétés de philosophie de langue française. Depuis septembre 2020, il est président de l'association laïque belge La Pensée et les Hommes.
Baudouin Decharneux est l'auteur ou le co-auteur de nombreux ouvrages et articles, "il est reconnu comme un spécialiste du judaïsme hellénisé, du christianisme des origines et des Pères de l’Église. Il a également développé des recherches en philosophie de la religion sur des notions clés comme le mythe, le symbole, le rite". Ses recherches le conduisent à s'engager pour la création d'un cours neutre de citoyenneté (comprenant un enseignement de la philosophie et de l'histoire des religions), qui est mis en place progressivement dans l'enseignement scolaire belge à partir de septembre 2016 car, déclare-t-il dans une interview au journal La Libre Belgique, "le meilleur antidote contre l'intolérance est la connaissance. Voilà pourquoi je prône un enseignement sur l'ensemble des religions pour tous qui offre le bagage de connaître l'autre en finesse, pas de le caricaturer au gré de lectures ou films fantaisistes." L'ouvrage Neutre et engagé. Gestion de la diversité culturelle et des convictions au sein de l'enseignement public belge francophone, dont il est co-auteur, reçoit en 2012 le Prix de l'enseignement et de l'éducation permanente du Parlement de la Communauté française de Belgique.
En République Démocratique du Congo, la commune de Kimbanseke, proche de la capitale Kinshasa, inaugure le collège Baudouin Decharneux qui est entré en fonction dès l'année scolaire 2019-2020.

## Publications

### Ouvrages (comme auteur ou co-auteur)
- Baudouin Decharneux, L’Ange, le devin et le prophète : Chemins de la Parole dans l’œuvre de Philon d’Alexandrie dit « le Juif », Bruxelles, Éd. de l’Université de Bruxelles, 1994, 159 p. (ISBN 2-8004-1094-9).
- Baudouin Decharneux et Luc Nefontaine, Le symbole, Paris, P.U.F., 1998, 127 p. (ISBN 2-13-053232-2)
- Baudouin Decharneux et Michèle Broze et al., Oralité et écriture dans la pratique du mythe, Paris, Civilisations Tome 46, 1998
- Baudouin Decharneux et Luc Nefontaine, L'initiation : Splendeurs et misères, Bruxelles, Labor, 1999 (ISBN 978-2-8040-1445-2)
- Baudouin Decharneux et Luc Nefontaine, La Franc-maçonnerie : En pleine lumière et à contre-jour, Bruxelles, Labor, 2001 (ISBN 978-2-8040-2356-0)
- Baudouin Decharneux et Guy Haarscher et al., L'entreprise sous surveillance : L’éthique, la responsabilité sociale, le marché, la concurrence, les nouveaux acteurs, Bruxelles, Bruylant, 2003
- Baudouin Decharneux, Du Temple à l'homme, Paris, Dervy, 2005 (ISBN 978-2-84454-320-2)
- Baudouin Decharneux et Jacques Chopineau, Initiation à la Bible, Bruxelles, Labor, 2006 (ISBN 978-2-8040-2330-0)
- Baudouin Decharneux, Jésus : L'amour du prochain, Paris, Dervy-Entrelacs-Médicis, 2007, 317 p. (ISBN 978-2-908606-36-2)
- Baudouin Decharneux et Fabien Nobilio et al., Figures de l’étrangeté dans l’évangile de Jean. : Etudes socio-historiques et littéraires, Bruxelles-Fernelmont, Editions Modulaires Européennes (E.M.E.), 2007 (ISBN 978-2-930481-02-9)
- Baudouin Decharneux et Michèle Broze et al., "Mais raconte-moi en détail..." : Mélanges de philosophie et philologie offerts à Lambros Couloubaritsis, Paris, Ousia-Vrin, 2007 (ISBN 978-2-930342-97-9)
- Baudouin Decharneux et Anne Staquet et al., Fictions et politiques, Bruxelles-Fernelmont, Editions Modulaires Européennes (E.M.E.), 2008 (ISBN 978-2-87060-141-9)
- Baudouin Decharneux, Meurtre en Kabbale : Roman, Bruxelles-Fernelmont, Editions Modulaires Européennes (E.M.E.), 2009 (ISBN 978-2-930481-98-2 et 2-930481-98-6)
- Baudouin Decharneux et Willy Szafran, Lacan et le théologique : Cahiers du CEPsyA, Bruxelles-Fernelmont, Editions Modulaires Européennes (E.M.E.), 2009 (ISBN 978-2-930481-80-7)
- Baudouin Decharneux et Willy Szafran et al., Rêver aujourd’hui : Cahiers du CEPsyA, Bruxelles-Fernelmont, Editions Modulaires Européennes (E.M.E.), 2009 (ISBN 978-2-930481-91-3)
- Baudouin Decharneux et Willy Szafran et al., Jung et les sciences : Cahiers du CEPsyA, Bruxelles-Fernelmont, Editions Modulaires Européennes (E.M.E.), 2009 (ISBN 978-2-87525-003-2)
- Baudouin Decharneux et Eric de Beukelaer, Une cuillère d'eau bénite et un zeste de soufre : Joute en 65 mots-clés, Bruxelles-Fernelmont, Editions Modulaires Européennes (E.M.E.), 2009 (ISBN 978-2-930481-75-3)
- Baudouin Decharneux et Emilie Granjon et al., Esotérisme et initiation : Études d’épistémologie et d’histoire des religions, Bruxelles-Fernelmont, Editions Modulaires Européennes (E.M.E.), 2009 (ISBN 978-2-8066-0038-7)
- Baudouin Decharneux et Jacques Chopineau et al., Bible(s) : Une introduction critique, Bruxelles-Fernelmont, Editions Modulaires Européennes (E.M.E.), 2009 (ISBN 978-2-87525-031-5)
- Baudouin Decharneux et José-Luis Wolf et al., Neutre et engagé : Gestion de la diversité culturelle et des convictions au sein de l’enseignement public belge francophone, Bruxelles-Fernelmont, Editions Modulaires Européennes (E.M.E.), 2010 (ISBN 978-2-87525-032-2)
- (en) Baudouin Decharneux et Sabrina Inowlocki et al., Philon d'Alexandrie : Un  penseur à l'intersection des cultures gréco-romaine, orientale, juive et chrétienne, Tournai, Brepols, 2011, 526 p. (ISBN 978-2-503-52885-4)
- Baudouin Decharneux et Catherine Maignant et al., Esthétique et spiritualité I : Enjeux identitaires, Bruxelles-Fernelmont, Editions Modulaires Européennes (E.M.E.), 2012 (ISBN 978-2-8066-0283-1)
- Baudouin Decharneux et Catherine Maignant et al., Esthétique et spiritualité II : Circulation des modèles en Europe, Bruxelles-Fernelmont, Editions Modulaires Européennes (E.M.E.), 2012 (ISBN 978-2-8066-0299-2)
- Baudouin Decharneux, La religion existe-t-elle? : Essai sur une idée prétendument universelle, Bruxelles, L'Académie en poche, 2012 (ISBN 978-2-8031-0321-8)
- Baudouin Decharneux, Introduction à la philosophie de la religion : L'Antiquité: du Pythagorisme à la fermeture de l'Ecole d'Athènes, Bruxelles-Fernelmont, Editions Modulaires Européennes (E.M.E.), 2013 (ISBN 978-2-8066-0243-5)
- Baudouin Decharneux, Lire la Bible et le Coran : repères philosophiques, Bruxelles, L'Académie en poche, 2013, 139 p. (ISBN 978-2-8031-0371-3)
- Baudouin Decharneux, Socrate l'athénien ou de l'invention du religieux, Bruxelles, L'Académie en poche, 2016 (ISBN 978-2-8031-0515-1)
- Baudouin Decharneux et Eric de Beukelaer, L'urgence humaniste : Plaidoyer pour une renaissance, Bruxelles, Renaissance du Livre, 2017 (ISBN 978-2-507-05445-8)
- Baudouin Decharneux, Narcisse entre le visible et l'invisible, Louvain-la-Neuve, Presses Universitaires de Louvain, 2019 (ISBN 978-2-87558-801-2)
- Baudouin Decharneux, La franc-maçonnerie, une religion parmi d'autres?, Louvain-la-Neuve, Presses Universitaires de Louvain, 2019 (ISBN 978-2-87558-886-9)[13].
- Baudouin Decharneux, L'Apocalypse, approche philosophique d'une pensée énigmatique, Bruxelles, Académie royale de Belgique, 2021 (ISBN 978-2-8031-0788-9)

### Articles (dans des revues avec comité de lecture)
Pour la liste des articles dans des revues avec comité de lecture, voir son CV

### Articles (dans des actes de conférences)
Pour la liste des articles dans des actes de conférences, voir son CV

## Distinctions

### Distinctions honorifiques
- Officier de l'ordre de Léopold II, par arrêté royal du 14 février 2011 avec prise de rang le 8 avril 2001[14]

- Officier de l'ordre de Léopold, par arrêté royal du 3 août 2012 avec prise de rang le 8 avril 2011[15].

- Grand officier de l'ordre de la Couronne, par arrêté royal du 26 avril 2024.

### Distinctions académiques
- Élu en 2005 membre de la Classe des Lettres et des Sciences morales et politiques de l’Académie royale de Belgique[16].

- Professeur honoraire de l’Université autonome de Madrid, 2012.

- Professeur honoraire de l'Université du KwaZulu-Natal, 2011-2014.

- Membre associé de l'Académie d'Athènes[17] depuis le 21 avril 2016.

- Docteur honoris causa de l’Université de Targoviste (Roumanie), 2016[18].

- Docteur honoris causa de l'Institut supérieur pédagogique de Kananga (et les Universités associées du Kasaï), 2016[18].
- Docteur honoris causa de l'Université de Bucarest, 6 octobre 2021.